# Mohamed El-Sayed (calciatore 1987)
Mohamed El-Sayed (Dukhan, 27 gennaio 1987) è un calciatore qatariota, attaccante dell'Al-Shamal.

## Carriera
Vanta 30 presenze e 5 goal con la maglia del Qatar.